# Pudgy Takes a Bow-Wow
Pudgy Takes a Bow-Wow es un corto de animación estadounidense de 1937, de la serie de Betty Boop. Fue producido por los estudios Fleischer y distribuido por Paramount Pictures. En él aparecen Betty Boop y Pudgy, su mascota.

## Argumento
Un gran cartel en la entrada del teatro anuncia la actuación de Betty Boop. Mientras se acicala en su camerino con la ayuda de Pudgy, le avisan de su inminente salida al escenario. Pudgy le pide ir con ella, pero debe resignarse a quedarse allí durmiendo.
Ante el público, Betty Boop canta (ver soundtrack en IMDb) e imita a un chino y a un organillero italiano. Durante su actuación, un gatito aparece ante la puerta del camerino de Betty y sus maullidos atraen la atención de Pudgy, quien logra salir y encararse con el felino. Se inicia entonces una persecución por todo el teatro, una escaramuza que atrae la atención del público y de la propia Betty.

## Producción
Pudgy Takes a Bow-Wow es la sexagésima tercera entrega de la serie de Betty Boop y fue estrenada el 9 de abril de 1937.